# Busówno
Busówno (prononciation : [buˈsuvnɔ]) est un village polonais de la gmina de Wierzbica dans le powiat de Chełm de la voïvodie de Lublin dans l'est de la Pologne.
Il se situe à environ 2 kilomètres à l'ouest de Wierzbica (siège de la gmina), 19 kilomètres au nord-ouest de Chełm (siège du powiat) et 51 kilomètres à l'est de Lublin (capitale de la voïvodie).
Le village comptait approximativement une population de 530 habitants en 2008.

## Histoire
De 1975 à 1998, le village est attaché administrativement à la voïvodie de Chełm.

Depuis 1999, il fait partie de la voïvodie de Lublin.